# Danny Lohner
Daniel Patrick „Danny“ Lohner (* 13. Dezember 1970 in Corpus Christi, Texas), auch bekannt unter dem Pseudonym Renholdër, ist ein US-amerikanischer Musiker. 

## Werdegang
Lohner spielt Bass, Gitarre und Keyboard und hat bereits in mehreren Bands gespielt, u. a. mit Trent Reznor für Nine Inch Nails und dem (abgebrochenen) Projekt Tapeworm, sowie mit Killing Joke, Rob Zombie und Skrew. Wie viele damalige Mitglieder der Nine Inch Nails arbeitete er an dem Album Antichrist Superstar von Marilyn Manson mit, da Trent Reznor das Album produzierte. Auf dem Song The Reflecting God spielt Danny Lohner die Akustikgitarre.
Unter dem Namen Renholdër (re: d lohner rückwärts) erstellt er Remixe für andere Künstler, z. B. A Perfect Circle, für die er auch auf allen bisher erschienenen Alben in der einen oder anderen Weise tätig war; sei es im Einspielen von Instrumenten oder als Sänger.
2003 produzierte Danny Lohner den Soundtrack für den Film Underworld. Auf diesem sind Produktionen bekannter Post-Industrial- und Metalcore-Künstler wie Skinny Puppy oder Dillinger Escape Plan zu hören, aber auch David Bowie, Page Hamilton, A Perfect Circle, Sarah Bettens und Milla Jovovich; meistens als Remixe. Zusätzlich ist er als Renholder selber auf der Platte vertreten; zudem bildete er für einen Song mit Wes Borland von Limp Bizkit, Richard Patrick von Filter und Josh Freese von A Perfect Circle die Band The Damning Well. Diese Zusammenarbeit mit Wes Borland und Josh Freese mündete in ein weiteres Bandprojekt: Black Light Burns. Dabei ist Danny Lohner als Produzent tätig, zusätzlich wird er Gitarre, Bass und Keyboards spielen. Außerdem spielt er bei Maynard James Keenans  Nebenprojekt Puscifer mit.
Als Produzent hat Lohner in letzter Zeit bei Ashes Divide, Fear and the Nervous System (dem Soloprojekt von Korn-Gitarrist Munky Shaffer), Hollywood Undead und dem japanischen Musiker Hyde geholfen.